# Pakistanische Cricket-Nationalmannschaft in Australien in der Saison 1989/90
Die Tour der pakistanischen Cricket-Nationalmannschaft nach Australien in der Saison 1989/90 fand vom 12. Januar bis zum 8. Februar 1990 statt. Die internationale Cricket-Tour war Bestandteil der Internationalen Cricket-Saison 1989/90 und umfasste drei Tests. Australien gewann die Serie 1–0.

## Vorgeschichte
Beide Mannschaften spielten zuvor zusammen mit Sri Lanka ein Drei-Nationen-Turnier in Australien.
Das letzte Aufeinandertreffen der beiden Mannschaften bei einer Tour fand in der Saison 1988/89 in Pakistan statt.

## Stadien
Die folgenden Stadien wurden für die Tour als Austragungsort vorgesehen.
| Stadion                  | Stadt     | Kapazität | Spiele  |
| ------------------------ | --------- | --------- | ------- |
| Adelaide Oval            | Adelaide  | 53.583    | 2. Test |
| Melbourne Cricket Ground | Melbourne | 100.024   | 1. Test |
| Sydney Cricket Ground    | Sydney    | 48.000    | 3. Test |

## Kaderlisten
Die folgenden Kader wurden von den Mannschaften benannt.
| Test | Test |
| Australien | Pakistan |
| --- | --- |
| - Terry Alderman - David Boon - Allan Border - Greg Campbell - Ian Healy - Merv Hughes - Dean Jones - Geoff Marsh - Tom Moody - Carl Rackemann - Peter Sleep - Mark Taylor - Mark Taylor - Mike Veletta - Steve Waugh | - Aamer Malik - Aaqib Javed - Ijaz Ahmed - Imran Khan - Javed Miandad - Mansoor Akhtar - Mushtaq Ahmed - Nadeem Khan - Rameez Raja - Saleem Malik - Saleem Yousuf - Shoaib Mohammad - Tauseef Ahmed - Waqar Younis - Wasim Akram |

## Tour Matches

### Erster Test in Melbourne
| 12. – 16. Januar Scorecard | Melbourne | Australien 223 (90.1) & 312-8d (108.4) | – | Pakistan 107 (65.5) & 336 (137.5) |
|                            |           | Australien gewinnt mit 92 Runs         |   |                                   |

### Zweiter Test in Adelaide
| 19. – 23. Januar Scorecard | Adelaide | Pakistan 257 (76.3) & 387 (143.5) | – | Australien 341 (133) & 233-6 (83) |
|                            |          | Remis                             |   |                                   |

### Dritter Test in Sydney
| 3. – 8. Februar Scorecard | Sydney | Pakistan 199 (94.5) | – | Australien 176-2 (65) |
|                           |        | Remis               |   |                       |